# David Planka
David Planka (Praga, 28 luglio 2005) è un calciatore ceco, centrocampista del Karviná.

## Carriera

### Club
Cresciuto nel vivaio dello Slavia Praga da quando aveva sei anni. Ha militato in tutte le categorie giovanili fino alla squadra B. Nel 2024 viene ceduto in prestito per sei mesi al Vlašim. Il 19 luglio 2024, viene ufficializzato dal Karviná, club militante in Chance liga.

### Nazionale
Ha giocato nelle nazionali giovanili dell'Under-17, Under-18, Under-19, e infine nell'Under-20.

## Statistiche

### Presenze e reti nei club
Statistiche aggiornate al 2 agosto 2025.
| Stagione        | Squadra         | Campionato      | Campionato | Campionato | Coppe nazionali | Coppe nazionali | Coppe nazionali | Coppe continentali | Coppe continentali | Coppe continentali | Altre coppe | Altre coppe | Altre coppe | Totale | Totale | Totale |
| Stagione        | Squadra         | Comp            | Pres       | Reti       | Comp            | Pres            | Reti            | Comp               | Pres               | Reti               | Comp        | Pres        | Reti        | Pres   | Reti   |        |
| --------------- | --------------- | --------------- | ---------- | ---------- | --------------- | --------------- | --------------- | ------------------ | ------------------ | ------------------ | ----------- | ----------- | ----------- | ------ | ------ | ------ |
| 2022-2023       | Slavia Praga B  | 2L              | 20         | 1          | CC              | 0               | 0               |                    | -                  | -                  |             | -           | -           | 20     | 1      |        |
| 2023-2024       | Graffin Vlasim  | 2L              | 13         | 1          | CC              | 0               | 0               |                    | -                  | -                  |             | -           | -           | 13     | 1      |        |
| 2024-2025       | Karviná         | 1L              | 27+2       | 1          | CC              | 1               | 0               |                    | -                  | -                  |             | -           | -           | 30     | 1      |        |
| 2025-2026       | Karviná         | 1L              | 1          | 0          | CC              | 0               | 0               |                    | -                  | -                  |             | -           | -           | 1      | 0      |        |
| Totale Karvina  | Totale Karvina  | Totale Karvina  | 28+2       | 1          |                 | 1               | 0               |                    | -                  | -                  |             | -           | -           | 31     | 1      |        |
| Totale carriera | Totale carriera | Totale carriera | 63         | 3          |                 | 1               | 0               |                    | -                  | -                  |             | -           | -           | 64     | 3      |        |